# Pharaoh
Pharaoh (рус. Фарао́н; настоящее имя — Глеб Генна́дьевич Голу́бин; род. 30 января 1996, Москва) — российский рэп-исполнитель. Бывший участник Grindhouse и YungRussia, ныне — лидер творческого объединения Dead Dynasty.
Творческое объединение Dead Dynasty, в котором состоит Pharaoh, являлось участником движения YungRussia, созданного музыкантом из Уфы Boulevard Depo.

## Биография

### Ранние годы
Сын футбольного функционера Геннадия Голубина. Родился в Москве 30 января 1996 года. С 6 до 13 лет профессионально занимался футболом, выступал за клубы «Локомотив», ЦСКА и «Динамо». С 2002 по 2013 годы проходил обучение в гимназии № 1409. После поступил на факультет журналистики МГУ, который окончил в 2017. Музыкальные вкусы формировались под влиянием музыки группы Rammstein и Снуп Догга, в меньшей степени — T.I. В поздних интервью любимыми музыкантами называл Курта Кобейна, Мэрилина Мэнсона и Кида Кади. Первые записи Глеб делал на студии своих друзей.

### 2014–2015: «Уаджет»,PhloraиDolor
Некоторое время Pharaoh состоял в музыкальном коллективе Grindhouse. Первой записью Глеба стала песня «Cadillac», записанная на студии его друзей в конце 2013 года. Первая известность к музыканту пришла после того, как в феврале 2014 года вышел клип на песню «Ничего не изменилось», а следом за ним, весной — микстейп «Уаджет». В августе всё того же года Глеб опубликовал и второй микстейп, названный Phlora.
Летом 2015 года вышел микстейп Dolor (с лат. — «боль»). Критики, по мнению которых Pharaoh и подобные ему музыканты представляют собой смесь Джастина Бибера и Курта Кобейна, писали, что за творчеством музыкантов ничего не стоит, однако музыка является максимально актуальной и востребованной среди молодёжи. Осенью того же года вышел совместный микстейп Pharaoh и i61, участника уфимского объединения Dopeclvb, под названием Rage Mode (Rare Action). По версии редакции портала Rap.ru, Dolor вошёл в двадцатку лучших альбомов 2015 года.
Новую волну популярности обретает в середине – конце 2015 года, когда в интернете активно стали обсуждаться клипы на синглы «Black Siemens» и «Champagne Squirt». До того, как клип был удалён, «Black Siemens» успевает собрать около 10 миллионов просмотров на YouTube, а главные слова из припева песни — «Скр-скр-скр» — становятся своеобразным интернет-мемом и находят определённый отклик в социальных медиа. Как объясняет вкладываемый в композицию смысл сам Pharaoh: «„Скёр“ — это звук, который издавал Брюс Ли делая приёмы».

### 2016:Phosphor,Cake Factory
В апреле 2016 года вышел первый одноимённый сингл с нового микстейпа Phosphor, что и стало анонсом самого микстейпа. В мае вышел второй сингл под названием «Давай останемся дома»; в том же месяце Глеб в своём Twitter-аккаунте сообщил, что на новой пластинке будет 18 треков, а сам релиз состоится в июне. Тем не менее, в июне микстейп не вышел, а в начале июля сам рэпер и несколько участников Dead Dynasty сообщили о технических проблемах, из-за которых релиз пришлось ненадолго отложить.
14 июля 2016 года микстейп Phosphor был выложен в открытый доступ. Участие в пластинке приняли коллеги по YungRussia, а также Скриптонит, с которым у Pharaoh уже выходила совместная песня в конце прошлого года.
На осень 2016 года был назначен релиз совместного с ЛСП мини-альбома «Кондитерская» в поддержку совместного же тура Cake Factory. Ранее у дуэта уже выходила одна из песен с этого альбома под названием «Кекс».
Мини-альбом «Кондитерская», состоящий из 6 песен, был опубликован для свободного скачивания 30 сентября 2016 года.

### 2017:Pink Phloyd
8 июля 2017 года вышел пятый сольный микстейп Фараона под названием Pink Phloyd, в который вошло 14 песен и 1 бонус-трек — это ремикс на «Порнозвезду» с совместного с ЛСП мини-альбома, но уже без партов Олега. Вокал для очередного музыкального релиза исполнителя был предоставлен рэп-группой the Chemodan, рэперами Morty Mort и 39, а также такими исполнителями, как Acid Drop King, Boulevard Depo, Mnogoznaal и Noa. Инструменталы — битмейкерами Dexter Dukarus и Shadow Playaz, а также саунд-продюсерами Dead Dynasty — Yung Meep, White Punk, Noa, Lostsvund, Stereoryze, Dimvrs, Fortnox Pockets, Cheney Weird и Crazie Mugg.
В конце 2017-начале 2018 года планировался выпуск дебютного альбома в жанре рок-музыки.

### 2018RedrumиPhuneral
3 февраля 2018 года на своей странице в Твиттере Глеб анонсировал альбом, опубликовав изображение с выцарапанным на двери слово «REDRUM» и подпись к нему «??.??.2018». Само изображение является кадром из культового фильма «Сияние», снятого по книге Стивена Кинга американским и британским кинорежиссёром Стэнли Кубриком. Надпись на двери — перевернутое слово MURDER, означающее «убийство». 24 февраля на своей странице в Твиттере Фараон анонсировал заключительную часть тура, проходившего с осени по начало зимы 2017 года, а 4 марта Глеб озвучил полный список городов. Концерты должны пройти в Украине, Швеции, Чехии, Германии, Словакии, Австрии, Молдове, Беларуси, Израиле, Эстонии и Латвии. Заключительный концерт тура запланирован в Вильнюсе — столице Литвы.
14 апреля 2018 года выпустил мини-альбом из 6 треков под названием REDЯUM (Dullboy EP). За продакшн отвечали WhitePunk и FrozenGangBeatz.
24 августа 2018 года выпустил седьмой микстейп Phuneral. В микстейп вышел сингл «Smart», выпущенный 8 августа 2018 года. Микстейп занял 1 место в чарте Apple Music в России и 2 в чарте iTunes в России.

### С 2019: «Правило»
27 марта 2020 года выпустил дебютный студийный альбом под названием «Правило».
В 2022 году победил в рейтинге «30 до 30» в номации «Музыка» от журнала Forbes.
30 августа 2024 года выпустил трек «Omega» вместе с американским исполнителем Destroy Lonely.

## Дискография

### Студийные альбомы
- 2020 — «Правило»
- 2021 — Million Dollar Depression
- 2022 — Philarmonia
- 2025 — 10:13

### Микстейпы
- 2014 — «Уаджет»
- 2014 — Phlora
- 2015 — Dolor
- 2016 — «Плакшери» (совместно с Boulevard Depo)
- 2016 — Phosphor
- 2017 — Pink Phloyd
- 2018 — Phuneral
- 2023 — Phrequency

### Мини-альбомы
- 2015 — Paywall (совместно с Boulevard Depo)
- 2015 — Rage Mode (Rare Action) (совместно с i61)
- 2016 — «Кондитерская» (совместно с ЛСП)
- 2018 — Redrum (Dullboy EP)

### Синглы

#### В качестве ведущего исполнителя
- 2015 — «404»
- 2015 — «Black Siemens»
- 2016 — «X-Ray»
- 2016 — «Champagne Squirt» (при уч. Boulevard Depo)
- 2016 — «Homeless God» (при уч. Jeembo)
- 2016 — «Козловский» (при уч. I61, Techno & Acid Drop King) [Remix]
- 2017 — «Герой» (при уч. Mnogoznaal & Ноггано)
- 2017 — «Unplugged (Interlude)» (при уч. White Punk & Noa)
- 2017 — «Дико, например»
- 2017 — «Pronto» (совместно с TECHNO)
- 2017 — «Unplugged 2: Love Kills» (при уч. White Punk)
- 2017 — «Мой ангел убил себя, я не успел с ним попрощаться»
- 2017 — «Chainsaw» (совместно с Jeembo)
- 2017 — «Caramel»
- 2017 — «Глушитель» (при уч. ЛИЛ МОРТИ)
- 2017 — «УБИЙЦА»
- 2018 — «УЗЫ МОБА»
- 2018 — «На луне»
- 2018 — «Smart»
- 2018 — «Не по пути»
- 2019 — «Амнезия» (совместно с ЛСП)
- 2020 — «Boom Boom» (совместно с Лободой)
- 2021 — «Эми»
- 2021 — «Перед смертью все равны»
- 2021 — «Всему свое время»
- 2021 — «Акид» (совместно с Mnogoznaal)
- 2022 — «Халливуд Хоус»
- 2022 — «Соната ей» / «Я потратил ночь на поиск»
- 2024 — «Omega» (совместно с Destroy Lonely)
- 2025 — «Делай что можешь» (совместно с Дианой Арбениной)

#### Как приглашенный исполнитель
- 2014 — «Мне плевать» (совместно с Superior.cat.proteus)
- 2015 — «Omega» (совместно с Superior.cat.proteus) [Remix]
- 2017 — «BAPE» (совместно с Lil Morty)
- 2021 — «Блэссд» (совместно с 39)
- 2022 — «На сегодня» (совместно с Dima Roux)

### Участие в альбомах других исполнителей
- 2014 — Superior.Cat.Proteus — Создано из ничего («Боги хранят злодеев»)
- 2015 — Dopeclvb — Dopзtape («Tamagotchi»)
- 2015 — ЛСП — Magic City («Bullet»)
- 2015 — Velial Squad — Afterdeath («Reloadead»)
- 2015 — i61, Basic Boy и Boulevard Depo — Shelby («Fresh Soft»)
- 2016 — Gera Pkhat — Forfree («Скажи им»)
- 2016 — Jeembo и Tveth — Painkiller («Jewelry»)
- 2016 — Velial Squad — Sweet Dreams («Immortal Winter»)
- 2017 — Boulevard Depo — Sweet Dreams («Not 4 U»)
- 2020 — Dima Roux — Star/Stop («Пойми»)
- 2020 — ЛСП — One More City («Амнезия»)
- 2021 — 39, Mnogoznaal — Топ Дог. Пролог («Топ Дог. Пролог»), 39 — Блэссд («Топ Дог. Пролог»)

### Музыкальные видео
- 2014 — «2002» («Уаджет»)
- 2014 — «Ничего не изменилось» («Уаджет»)
- 2014 — «В Зоне» («Уаджет»)
- 2014 — «Боги хранят злодеев» (Superior.Cat.Proteus при уч. Pharaoh) («Создано из ничего»)
- 2015 — «Black Siemens» (сингл)
- 2015 — «Champagne Squirt» (совместно с Boulevard Depo) (сингл)
- 2015 — «Идол» (Dolor)
- 2015 — «Liquid Death» (сингл)
- 2015 — «Rustrell» (при участии Acid Drop King) (Dolor)
- 2015 — «1-800-SIEMENSIXONE» (совместно с i61) (Rage Mode (Rare Action))
- 2016 — «Фосфор» (Phosphor)
- 2016 — «Давай останемся дома» (Phosphor)
- 2016 — «5 минут назад» (совместно с Boulevard Depo) («Плакшери»)
- 2017 — «Дико, например» (Pink Phloyd)
- 2017 — «Chainsaw» (совместно с Jeembo) (сингл)
- 2017 — «Глушитель» (совместно с Лил Морти) (сингл)
- 2017 — «Я помню, как мы сожгли письма у канала» (Phosphor)
- 2018 — «Одним целым» (Pink Phloyd)
- 2018 — «Лаллипап» (Pink Phloyd)
- 2018 — «Smart» (Phuneral)
- 2018 — «Не по пути» (совместно с Mishaal) (сингл)
- 2020 — «Boom Boom» (совместно с Лободой) (сингл)